# San Francisco Dues
Albums de Chuck Berry
Back Home
(1970) The London Chuck Berry Sessions
(1972)
San Francisco Dues est un album du guitariste, chanteur et auteur-compositeur américain Chuck Berry sorti en juin 1971 chez Chess Records.

## Histoire
L'album contient deux chansons enregistrées plusieurs années auparavant : Lonely School Days, parue en face B d'un single en 1966, et Viva Rock & Roll, un inédit.

## Titres

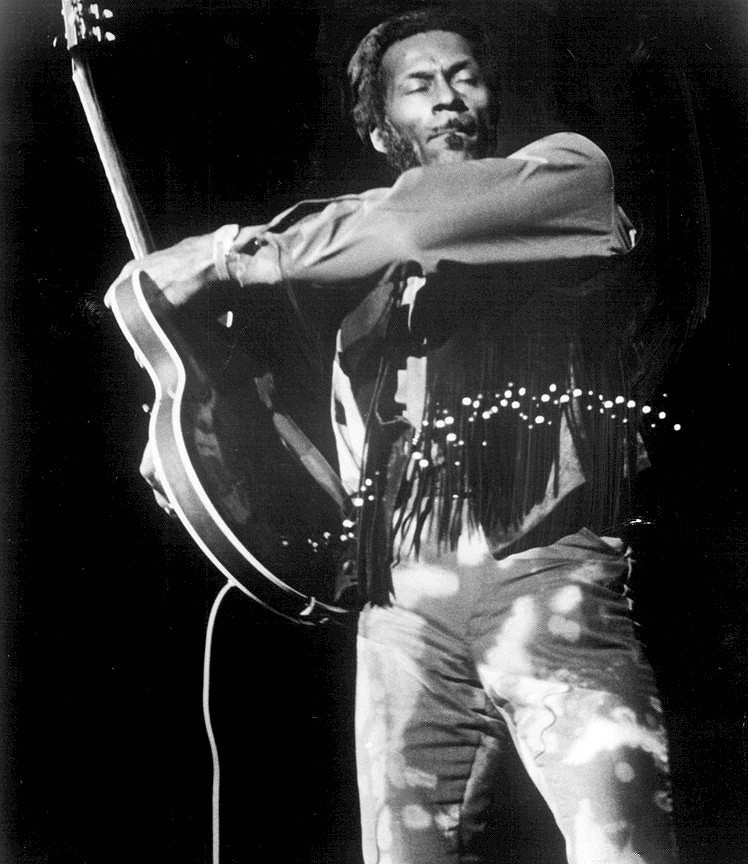
Chuck Berry en 1971.

Toutes les chansons sont écrites et composées par Chuck Berry.

### Face 1
1. Oh Louisiana – 4:28
2. Let's Do Our Thing Together – 2:20
3. Your Lick – 2:34
4. Festival – 4:08
5. Bound to Lose – 3:06

### Face 2
1. Bordeaux in My Pirough – 2:35
2. San Francisco Dues – 3:23
3. Viva Rock & Roll – 2:02
4. My Dream (Poem) – 6:00
5. Lonely School Days – 2:36

## Musiciens
- Chuck Berry : chant, guitare, piano sur My Dream (Poem)
- Jeff Baldori : guitare
- Bob Baldori : piano, harmonica
- Jack Groendal : basse
- Johnnie Johnson : piano
- Bill Metros : batterie